# GUNDAM前哨戰
《GUNDAM前哨戰》（GUNDAM SENTINEL），是一部以情境模型為插圖的GUNDAM系列小說作品。於1989年在大日本繪畫出版社所發行的月刊模型雜誌“Model Graphix”上連載，1990年以連載版故事為基礎，出版單行本小說「GUNDAM前哨戰：愛麗絲的懺悔」

## 故事概要
U.C.0088.1.25（機動戰士Z GUNDAM故事末期），一部份認同迪坦斯思想的地球聯邦軍戰技教導團（專門訓練教官的部隊）官兵於小行星基地培曾組成「新迪賽斯（New Decides）」組織，並發表宣言，對A.E.U.G.抗戰到底。為了討伐新迪賽斯，聯邦軍臨時組織了「α任務部隊」）開往培曾基地。本故事描寫了雙方的戰鬥以及新吉翁軍的介入，以及SGUNDAM的人工智能作業系統ALICE（Advanced Logistic & Inconsequence Cognizing Equipment，中文為「發展型邏輯／非邏輯辨識裝置」）與主角「獠·魯茲」互動成長的情況。

## 作品解說
《GUNDAM前哨戰》是在《GUNDAM》系列作品中第一個以「模型」為主軸的企畫。在這之前，雖然萬代與日昇動畫對鋼普拉的經營模式也是藉由動畫來提高模型銷售，但是在高階模型迷當中對於當時的鋼普拉的質感仍不滿足。為了做出更好看以及更有真實感的模型，各模型雜誌都會不定期請技術高超的模型改造玩家或職業設計師發表他們自己改良的鋼普拉。而《GUNDAM前哨戰》這個企畫當中有當時實際擔任GUNDAM電視作品機械設定的明貴美加（負責部份設計）與（擔任主設計師）等人參與，在企畫中所創造的高品質模型至今仍為模型玩家所津津樂道。
而萬代也注意到了這些新銳模型玩家的優良設計，在《GUNDAM前哨戰》連載後期所製作的番外篇《SENTINEL 0079》當中登場的諸多兵器後來成為》機動戰士GUNDAM0080 口袋裡的戰爭》、《機動戰士GUNDAM 第08MS小隊》、《機動戰士GUNDAM0083 STARDUST MEMORY》的設定基礎。並且也埋下了《0083》企畫的種子。
本作品雖然曾經協商過動畫化的事宜，但因為諸多因素最後並沒有成為動畫。在十餘年之後萬代才解決一部份授權問題並推出了一系列《GUNDAM前哨戰》當中登場機體的模型。

## 登场人物

### α任务部队
獠·鲁兹（RYUU ROOTS，声：藤原啓治）
S鋼彈的驾驶员，故事的主角，经验、技术都未纯熟。看似像个大人，其实他真正的人格跟小孩一样顽皮，亦因此被選上成為S鋼彈的驾驶员。
辛·克利普特（SHIN CRYPT，声：鹽屋翼）
FAZZ 队指挥官，和鲁兹为同期生。中尉是因职务需要的战时官阶。在一次战役中被ND军高达MK-V击毁他所指挥的FAZZ部队，为此他的心十分伤痛。
伊东·希斯洛（ETON HEATHROW，声：戶谷公次）
α任务部队旗舰舰长，军校的首席毕业生，实战经验尚浅，私下被称为「桌上的战略家」。
史特尔·马宁格斯（STOLE MANNINGS，声：大塚明夫）
α任务部队MS队总指挥官，一年战争以来的MS驾驶员，对鲁兹相当严格的教官。在一年战争曾和托修一起參加過所羅門攻防戰。

### 紐迪賽斯／新迪賽斯（ND）
布雷夫·寇德（BRAVE COD，声：玄田哲章）
叛乱军ND的首领，深受士兵信赖，也喜欢亲身驾MS出击。
在战役初期驾驶着ORX-013 高达Mk-V，击毁了FAZZ中队，后在与EX-S高达的对决中被击毁身亡。
托修·格雷（TOSH CRAY，声：堀內賢雄）
寇德的参谋，ND的中心人物。比寇德来得冷静，是马宁格斯一年战争以来的好友。
喬許·歐夫秀（JOSH OFFSHORE，声：山寺宏一）
ND的MS第一突击队队长，名门出身，志愿加入教导团/新迪賽斯（ND）。

### 新吉翁
阿克西斯(之後的新吉翁)在 0087年返回地球圈，除了直參與AEUG與迪坦斯泰坦斯的爭權內戰，也間接地介入「培增事件」，以支助者的身份提供紐迪賽斯(ND)武器及支援。不過此時阿克西斯尚未向聯邦正式宣戰，因此並沒有直接與α任務部隊 (Task Force Alpha) 交戰（阿克西斯在《Ζ》時期的戰鬥，在名義上仍是與聯邦勢力協同作戰，真正對聯邦進行全面戰爭是在《ΖΖ》時期），而支助ND軍，則是藉聯邦軍的內鬥消耗其聯邦戰力。

## 登場機體

### α任务部队
- MSΖ-006C1 Ζ Plus C1型
卡拉巴开发的TMS，格里布斯战役后半时期奥古的标榜MS而活跃Z高达为蓝本设计的机体，以大气层内专用的Z PLUS A1型再度设计成宇宙用MS。跟A1同样的架构上添加与S高达相同的“光束精灵步枪”和“圆盘式复合感应器”，因此获得非常高的攻击力和射击精度。另外还能在携带光束精灵步枪的状态下变形，被评为能变形的高级机体——并且成本相对低廉的优秀机体。虽然是量产型，但因成本始终较高，实质生产数也只能勉强与“量产”二字挂钩。
- MSA-007 尼洛
λ高达上半身和S高达下半身为基础制造的AE社出品量产型MS，算是一种量产型高达，属于吉姆系谱一员。跟其他AE社制造的采用活动骨架之高达一样，肩部的活动骨架能作为多用途外挂装置使用，可以选择多种预备兵器和追加武装与肩部外壳单元连接携行。也能排除这部分外壳装备高机动推进装置。固定武装的光束剑收纳在膝部，这一点与S高达同样设计。本机曾有数个中队被编入α任务部队镇压培森的叛乱，始终活跃在战斗的第一线。
- MSA-007E EWAC尼洛
- MSA-007T 尼洛(教練專用型)
- MSA-007 尼洛（バインターカノン装備型）（ガンダム・センチネルRPG）
- FA-010A FAZZ
ZZ高达变形与合体为基本性能的第四代 MS 标志，其设计理念为高出力和大火力的 MS 。但是核心模块所露出的构造留下了脆弱的隐患，因为在设计阶段就有强化装甲的增设部件备案，即为俗称 FA 的手法，通过追加装甲和武器提高性能。 ZZ 高达当初就采用了非常系统化的设计，运用方针而改变规格的空余在最初设计时已经留有，非变形的 FA 状态，就单体MS 而言可说是ZZ 高达的完成形态，但因变形的架构设计而进度艰难，实物的建造停滞中，所以制造了数台FA 形态外型的现行验证机。 UC0088 年 1 月 28 日“新迪賽斯”反乱期间被临急配置到阿尔法讨伐任务队/α任務部隊中投入实战。 验证型的外部装甲是高达尼姆混合合金，并非实战指定水准材质。FAZZ 乃相关人员和驾驶员方便上给予的外号而非AE 和联邦军给予的正式名称。内部骨架使用了再现ZZ 高达MS 形态泛用骨架，因此不能变形。而且头部和腰部的高能米加粒子炮为调整出力平衡取消以模型代替。增加装甲全部为固定式无法战斗时排除。以外的机能与FA 形态的ZZ 高达大致同等，特别是直连背包的超绝米加粒子炮比同部队的 S 高达的光束精灵步枪更为强力，号称当时 MS 单体携带光束炮中的最高出力。另外在胸部和肩部的装甲内设置了追踪导弹，同时增设了喷射器，以防机动性的低下。
与现实中的战斗机原型一样，如分为气动外型原型机、火控装置原型机等，是去除测试项目以外功能的机体。
- MSA-0011 (MSZ-011) S鋼彈
一般被称为"Superior高达，AE社的“Z计划”中，与MSZ-010 ZZ高达几乎同期开发的验证型MS，采用“核心战机系统”，能分体成三台战机使用，基本设计概念与ZZ高达看似殊途同归，但实质上背道而驰。先不论其机体设计，该机体是预想通过追加武器或者可选装备而对应任务的高度系统化MS，与其言为单体MS不如说是“核心模块”为MS的核心添加兵器体系来运用为前提来开发。 机体由上半身A单元的“G高空截击机”、下半身B单元的“G轰炸机”、腹部C单元的“G核心战机”组成，也有各单元都有驾驶员乘坐来进行MS战的情况出现过。变形成MS形态的时候，A\B\C单元全部驾驶舱集中在核心模块内，不但能确保3个驾驶员完全脱出，这也是为了管制如此复杂的兵器系统之最终目的——启动隐藏在机体内的“人格”智能超级电脑“ALICE”。这是开发该机体的最大目标——今后达成MS的无人化自动操纵。搭载了 MS 无人操纵为最终目标的超高性能电脑装置“ALICE”的 S 高达数次危机一刻时启动ALICE自行闪过致命攻击。
- MSA-0011[Ext] Ex-S鋼彈
Ex-S高达是 S 高达在全身 4 个部位换装单元与追加 4 个装备而完成的重装型 S 高达，这里的重装并非指装甲强化为重点的 FA 化，而是1：机动性提升；2：武装强化；3：驾驶员保护的高端化等各种目的和极高效率的追加装备和单元换装思想而成一体。 S 高达在变形时 3 个分割单元战机相比之下， Ex-S 高达是 3 个战机单元结合的状态下变形成高速巡航形态，使用超高性能电脑装置“ALICE”管理如此复杂的兵器系统和变形机构管制 。
- MSA-0011[Bst] S GUNDAM plus BOOSTERUNIT（S高达推进器特设型）
Bst-S鋼彈是 S 鋼彈移除雙腿後增加兩組與背部背包相同的噴射裝置，能達到極強的加速度和最高速度，在對培增首次打擊中使用，成功深入攻擊破壞了培增的發電衛星 。
- MSA-0011[Bst] PLAN 303E S GUNDAM DEEP STRIKER（S高达纵深打击型） (高達前哨戰正篇未登場)
- RGM-86R ヌーベルGMIII
除高达系列以外，另一年代跨度很大、分支众多的系列就是地球联邦军初次量产的吉姆系列了，RGM-86R 吉姆Ⅲ是在第一次新吉恩战争期间被投入使用的。与前一型只在原型机基础上做了少量改进、口碑甚差的RGM-79R 吉姆Ⅱ不同的是，吉姆Ⅲ是成功的改进型机种，其不仅结合了强力的核反应堆发动机，更好的传感器及装甲，更吸收了诸多先进技术，如全景屏幕和线性座椅等，还使推进器速度/加速度提高了37%（顺带一提，吉姆Ⅲ的背部喷射包是由RX-178 高达Mk-Ⅱ的喷射包演变而来的）。吉姆Ⅲ还能携带多种导弹，这使得其能灵活地切换于接近战斗和火力支援战斗之间，使其用途更加多样化。性能高、造价低、易生产的吉姆Ⅲ作为地球联邦军主力中的中流砥柱，在战场上活跃了很长时间。

### 紐迪賽斯／新迪賽斯（ND）
- ORX-013 鋼彈Mk-V
MRX-009精神感应高达的出色表现使得泰坦斯对它十分期待，但精神感应高达也有十分致命的缺点：那就是生产成本过高以及驾驶员（强化人）精神的不安定性。为了解决这些问题，奥格斯塔研究所开发出了准塞可缪系统——有线感应模拟系统，并将其搭载于专门为之开发的MS上，完成了本机——ORX-013 高达Mk-Ⅴ。
然而，就在本机将要完成的时候，格利普斯战争已经结束了；在被奥古接收之后，本机的开发工作并未中止。U.C.0088年，地球联邦军派布莱恩·艾诺中将镇压去培曾教导团的叛乱，而在艾诺舰队所携带的物资中，就有这部ORX-013 高达Mk-Ⅴ；不料艾诺中将亦加入了紐迪賽斯，这部机体就落到紐迪賽斯的手里，由布列布．寇得上尉驾驶。
本机的最大特征便是搭载了有线式准塞可缪诱导兵器“Incom”，使非新人类或强化人同样可以通过人脑的精神力操控这种准塞可缪兵器进行三次元全方位的攻击。该机总共试作了3架，除了被艾诺中将带到的新迪塞斯的那架外，还有1架在格利普斯战争结束后被向新吉恩宣誓效忠的村雨研究所的中本博士带到了阿克西斯，成为AMX-014飙狼的原型机。
- RMS-141 賽克·艾恩
新開發的 X 系列MS，這批實驗機共開發了賽克１型(賽克·艾恩) (XEKU-EINS, RMS-141) 和２型(賽克．茲瓦) (XEKU-ZWEI, RMS-142) 。賽克１型的外型相當近似薩克渣古 III ，由於發電機在原先設計上就預留了多餘的出力，藉以配合大量的選擇式增裝武器，基本的武裝型式共有三種。
- RMS-142 賽克·茲瓦
賽克·茲瓦是將１型的性能及配備加倍化的超重型MS，全高可達到27.44公尺，前後長則有40.32公尺，可說是近乎非人形的MS了。除了原有的一對主臂之外，兩肩各有二隻副臂，也就是兩肩各有普通一架MS上的武器操控能力。
由於 X 系列是在紐迪賽斯（縮寫為ND）的前身 --- 戰技教導團的基地培曾的MS開發工場中開發的，因此隨著「培曾事件」當中，培曾基地的毀壞，整個系列計畫也中斷了。
- RMS-154 巴薩姆改
- AMA-100 ZOD'-IACOK 梭迪·亞克
梭迪·亞克是全長 218.30 公尺的超大型 MA，由上、下兩部 MA -- 索安(ZOONⅠ、Ⅱ)所合併而成，原本是阿克西斯計畫做為對聯邦用的低軌道制空兵器，但由於機體設計出了差錯，成了不良品，因此轉送給 ND 軍使用。這部 MA 最強的武器，是２門巨大的粒子砲，在宇宙世紀的武器當中，是僅次於殖民地雷射的最大光束武器（話雖如此，不過它和殖民地雷射之間相距懸殊），可以說梭迪亞克本身就是一座巨大粒子砲。原本它還要裝置隨伴攻擊機(Funnel)，以做為新人類用 MA，但在巨大粒子砲試射期間就問題頻出，冷卻系統無法有效地對應連續射擊所產生的高熱，而此 MA 最後亦因為主砲出問題而遭到擊毀。

### 新吉翁
- AMX-003(MMT-1) 加薩C
新吉翁的 MS．MA 。
新吉翁出現在《GUNDAM前哨戰》中的MS全都是可變的量產機。機體基本上與《Ζ》中出現的機型相同，只由明貴美加略做修改。
- AMX-007 (MMT-3) 加薩E
這是《GUNDAM前哨戰》中自創的全新機種。基本上和《ΖΖ》中出現的加薩Ｄ較相近，只是肩部和兩腳與加薩C、D都相差較大。變型之後可以在機背形成平台，做為其他MS的輔助飛行機。在火力方面則比C、D型都強大。此機種量產機數比C、D都少。

## 其他
小說作者高橋昌也曾提及「新迪賽斯」的理念與立場的原始靈感來自於日本德川幕府末年的新選組，而這個精神被0083的故事所繼承並且表現在迪拉茲艦隊成員的人格特質上。

## 註記
1. ↑  一般日文中的「任務部隊」在中文常見的對應翻譯為「特遣隊」。